# Сийуърлд
SeaWorld е американска верига от тематични увеселителни паркове, включващи програми с трикове на морски бозайници (косатки, морски лъвове и делфини), както и изложени сбирки от други морски животни.
Веригата е собственост на Busch Entertainment Corporation, дъщерна фирма на Anheuser-Busch. Талисман на веригата е косатката Шаму.
Към края на 2008 г. съществуват 3 парка:
- SeaWorld San Antonio в Сан Антонио,
- SeaWorld San Diego в Сан Диего и
- SeaWorld Orlando в Орландо.

По-рано е съществувал и 4-ти увеселителен парк в Аурора, Охайо. На 2 феврурари 2008 Busch Entertainment обявява плановете си да отвори парк SeaWorld в Дубай, ОАЕ.

## Намеса в Уикипедия
През 2006 г. става ясно, че служител на Anheuser-Busch е редактирал статията за Seaworld в Уикипедия на английски език, изтривайки критични забележки за отношението на компанията към косатките и заменяйки всяко споменаване на „косатки“ с „китове-убийци“ (killer whales, простонародно название на косатките на английски език).